# Dachs I

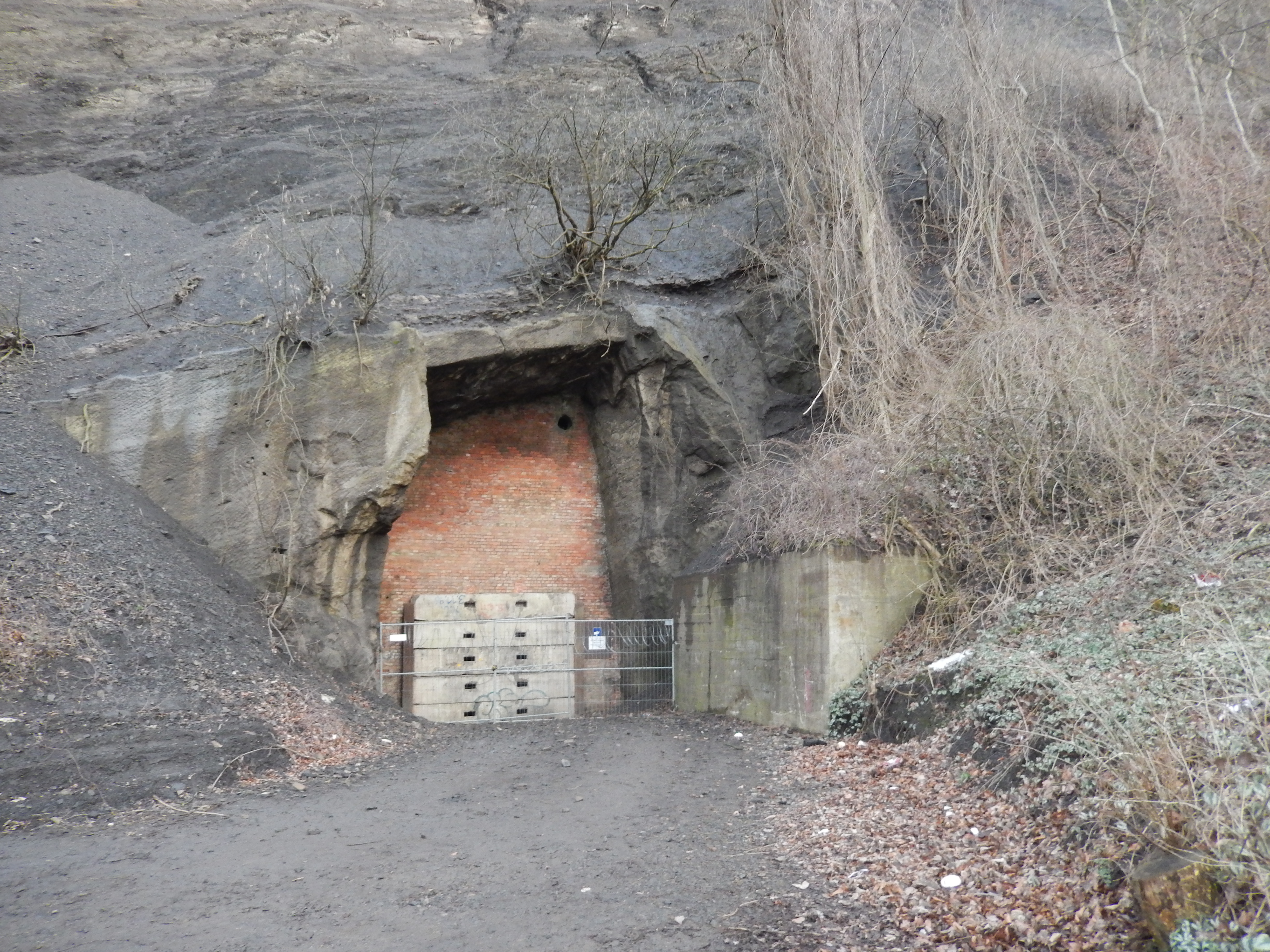
Verschlossener Eingang an der B 482

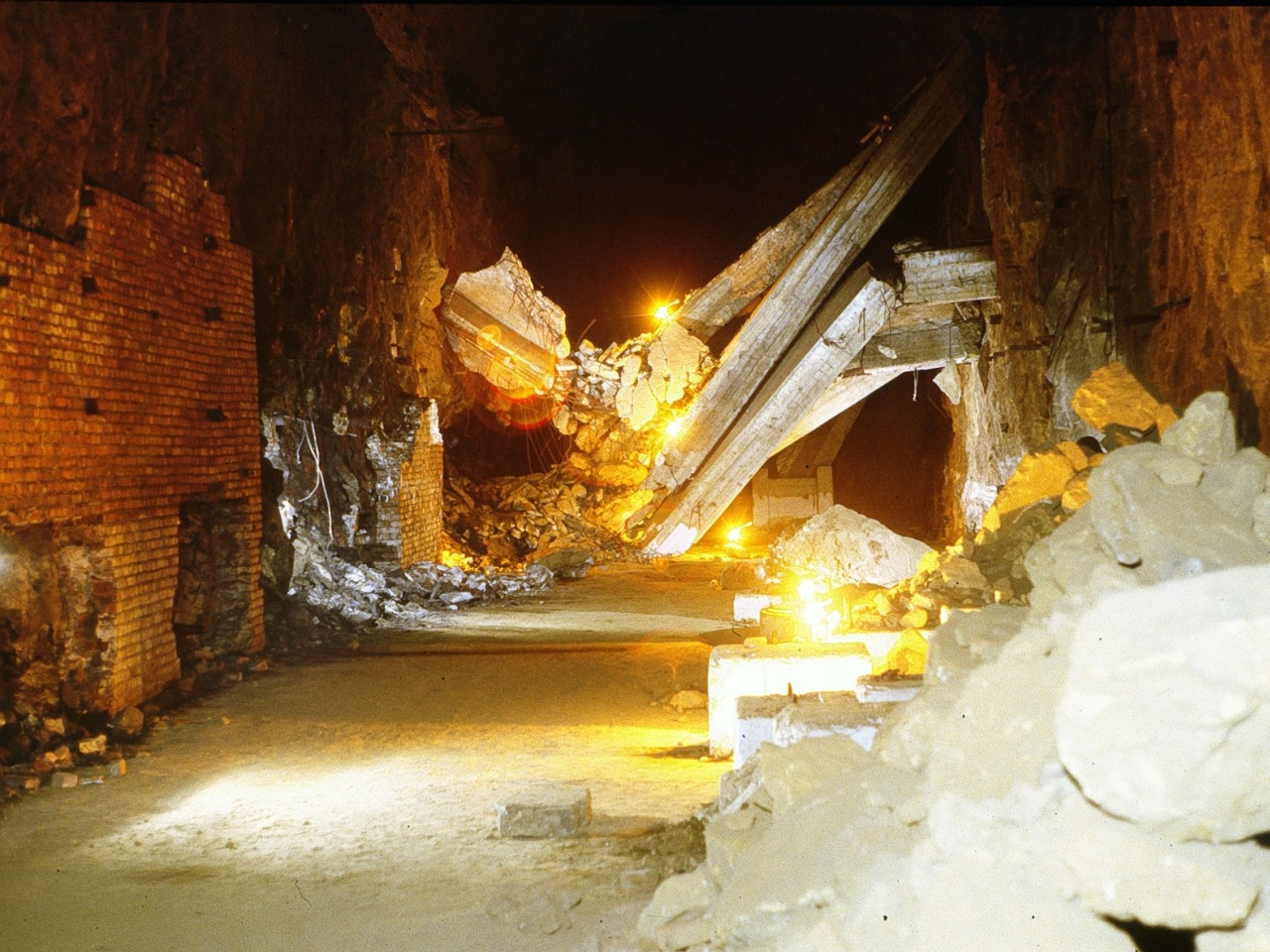
Maschinenhalle der u-verlagerten Produktionsstätte Dachs 1

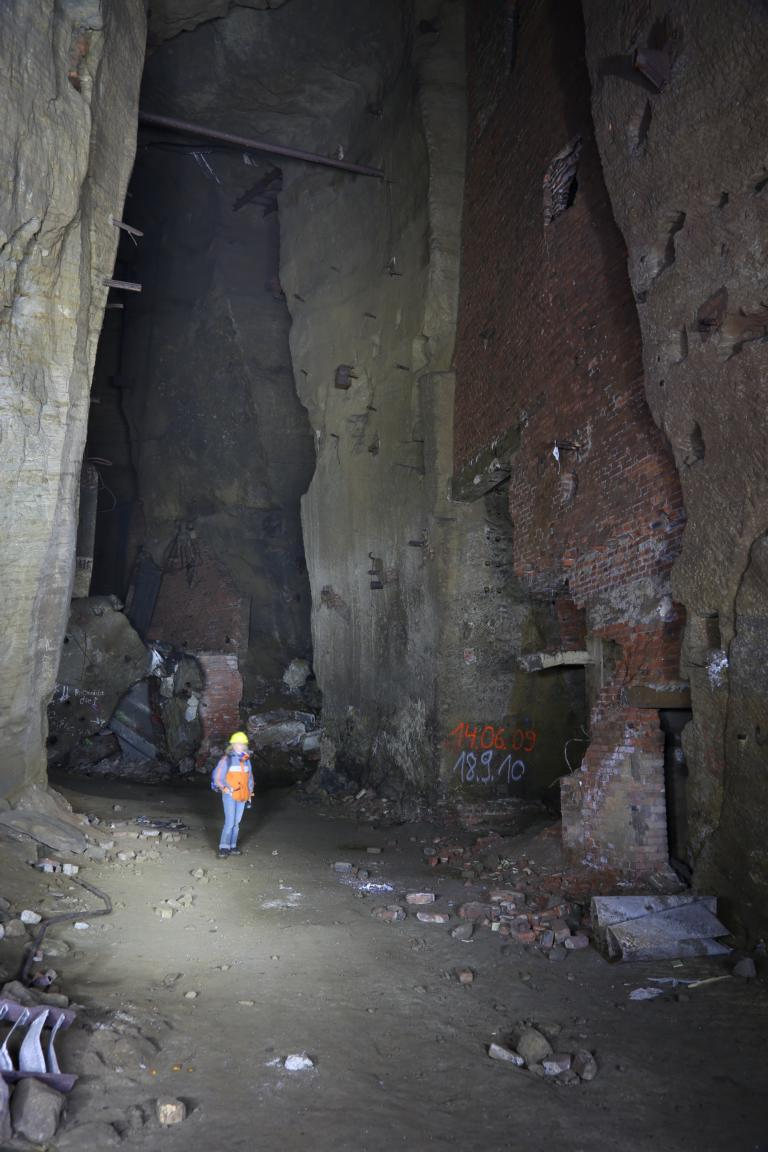
Hohe Hallen in den Stollen

Bei dem Projekt Dachs I handelt es sich um eine nicht vollendete Untertageverlagerung einer Schmierölraffinerie in den Jakobsberg in der Nähe des Bahnhofs in Porta Westfalica. Diese U-Verlagerung gehörte seit 1944 zum sogenannten Geilenberg-Programm (Mineralölsicherungsplan) und der Deckname lautete „Para“. Im Rahmen des Mineralölsicherungsplanes waren neun Raffinieranlagen Projekt Dachs I bis IX geplant. Das Projekt hatte zum Ziel, eine Raffinerie der Deurag-Nerag aus Misburg bei Hannover unterirdisch aufzubauen. Die zur Zwangsarbeit herangezogenen Häftlinge kamen zur Arbeit aus dem KZ-Außenlager Porta Westfalica des KZ Neuengamme. Von März und Dezember 1944 entstand eine Stollenanlage mit einer Größe von 15.000 m². Die unterirdische Fabrik zur Schmierölherstellung stand bei Kriegsende unmittelbar vor Produktionsbeginn, da die Technik zum größten Teil installiert war. Die Anlage wird teils auch fälschlich als Hydrierwerk bezeichnet.